# 福尔图纳托·P·贝纳维德斯
福尔图纳托·P·贝纳维德斯（Fortunato Pedro "Pete" Benavides,1947年2月3日—）是一名美国联邦巡回法院法官，担任美国联邦第五巡回上诉法院法官，直至2014年2月退休。
他早年在休斯顿大学获得本科学位和法学博士（J.D.）。1977年，担任德州伊达尔戈县法官。1984年，担任德州第十三巡回上诉法院法官。1991年，担任德克薩斯州刑事上訴法院法官。1993年，担任德克薩斯州最高法院的巡狱太平绅士（Visiting Justice）。
1994年，他被美国总统比尔·克林顿提名为美国联邦第五巡回上诉法院法官，此前他被当地律师认为是一位理想的温和派，此外他还是一位持简练立场的编辑。他最著名的案件包括有腾纳德诉德雷克案 和德州民主党诉本基泽案（Texas Democratic Party v. Benkiser）。